# Станіслав Краківський
Станіслав Краківський (пол. Stanisław z Krakowa) — польський римсько-католицький і державний діяч, дипломат кінця XIII — початку XIV століття; краківський канонік і канцлер князя Владислава Локетка.

## Життєпис
Станіслав імовірно 1281 року був капеланом князя Пшемисла II.
Можливо, саме він працював писарем у великопольській і куявській канцеляріях князя Владислава Локетка протягом 1293-1299 років. З 1306 року він був капеланом цього князя, працював у краківській князівській канцелярії.
1312 року став каноніком костелу святого Міхала на Вавелю у Кракові та плебаном у Камениці.
1315 року проводив переговори з датськими послами від короля Еріка VI, які призвели до укладення союзу проти маркграфа Бранденбурзького Вальдемара Великого. Пізніше, очевидно будучи задоволеним результатом проведених переговорів, князь Владислав призначив Станіслава на посаду канцлера краківського (1315–1316). Вперше він згаданий як канцлер 18 травня 1315 року.
Станіслав помер, імовірно, наприкінці 1315 чи 1316 року, хоча, є інформація, що він міг бути деканом вроцлавським 1347 року.